# Clube Operário Desportivo
El Clube Operário Sportivo, conocido como CD Operário, es un equipo de fútbol de Portugal que juega en la Liga de Azores, la quinta liga de fútbol más importante del país.

## Historia

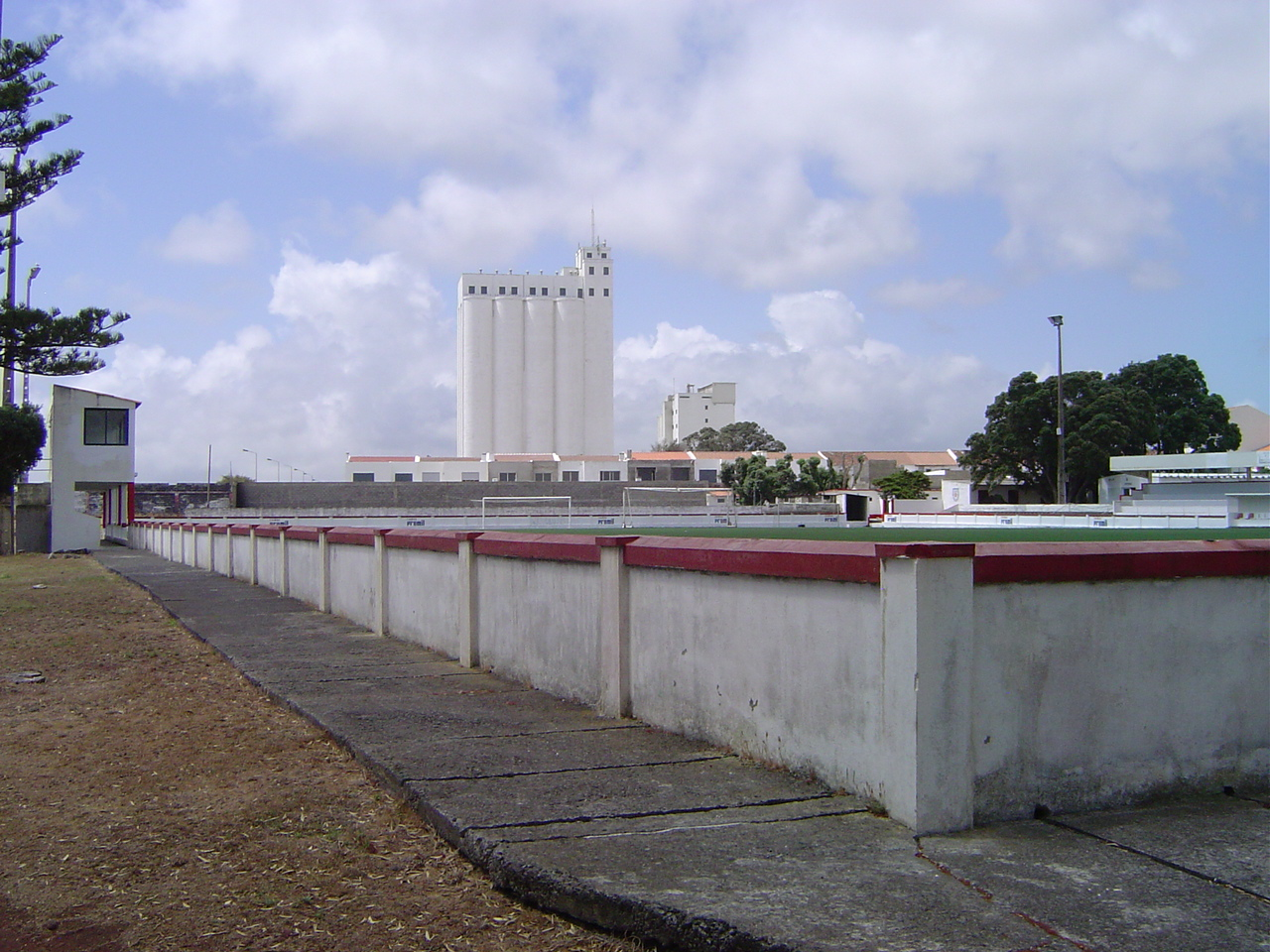
El punto del origen del CD Operário está en la fábrica adjunta.

Fue fundado el 2 de enero de 1948 por João do Rego Lopes, un capataz de una fábrica en Álcool da Lagoa. La junta directiva de la fábrica autorizó a sus trabajadores para crear al club de fútbol, el cual se llamaba Fábrica do Álcool, y más tarde Pica-Ferrugem antes de usar su nombre actual.

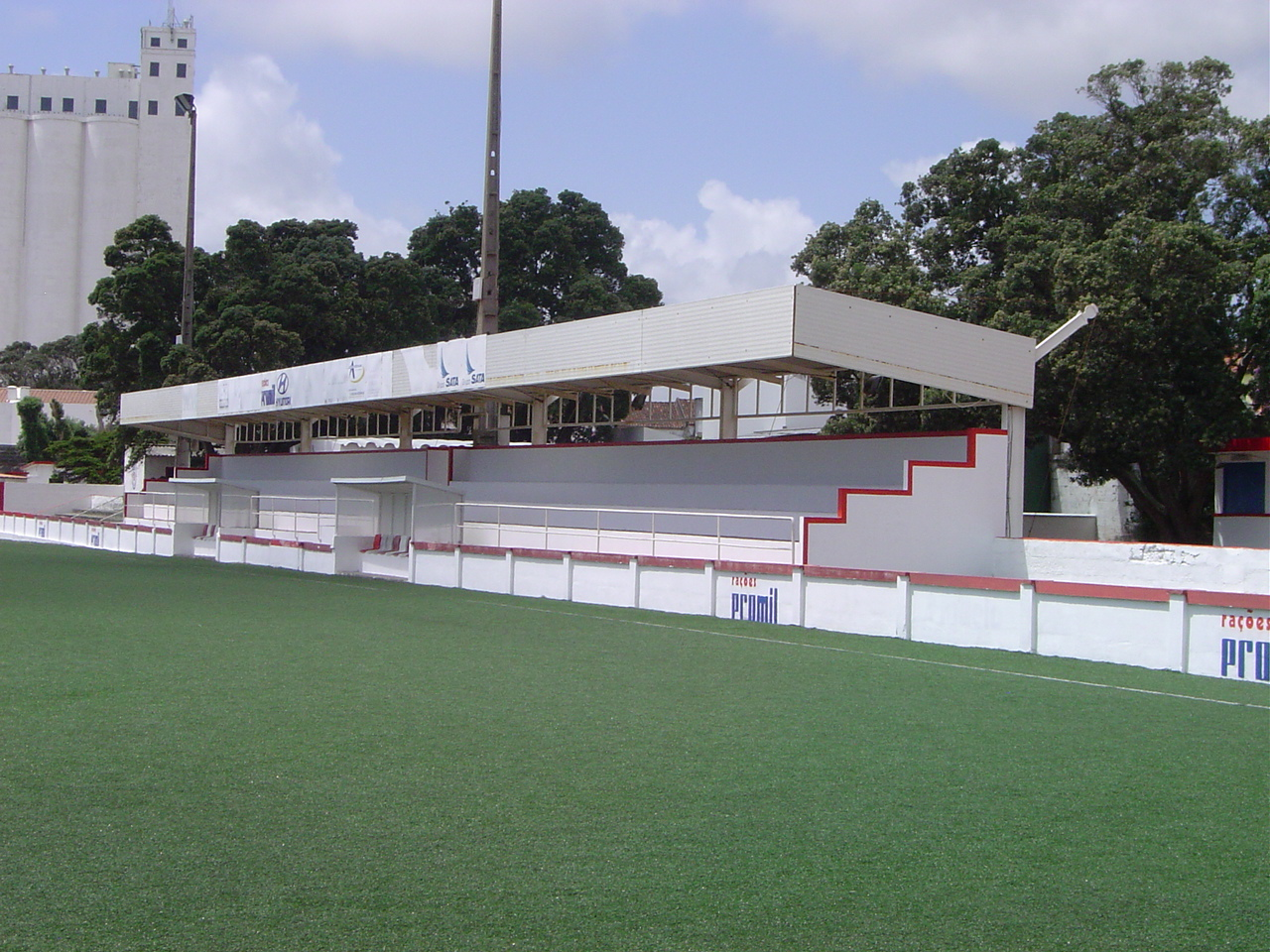
Gradería principal del estadio del CD Operário.

La desaparición de dos equipos existentes en Lagoa (Os Leõnes y el Os Vermelhos) hicieros que varios jugadores pertenecientes a estos equipo integraran al club, y el club comenzó a crecer tras adquirir una pequeña casa aparte de la fábrica como sus cuarteles generales.
En 1994 bajo la conducción de su presidente José Eduardo Martins Mota consiguieron facilidades para la construcción de un nuevo estadio, iniciando el proyecto en 1995 y terminando en el 2005.

### Debut en competiciones en Portugal
Su debut en torneos oficiales en Portugal inició en la temporada 1968/69, ganando el campeonato de Primera División de Ponta Delgada y la Copa del Distrito de Ponta Delgada, y al año siguiente ganaron el campeonato de las Azores. Posteriormente lograron el ascenso a la Terceira Divisão en 1991/92, enfrentando rivales de la llamada Serie E.
Permanecieron en este nivel hasta la temporada 1997/98 cuando ganó la Serie de Açores y ascendió a la II Divisão, el tercer nivel de Portugal, donde ha pasado 13 de sus últimas 14 temporadas, ttenniendo como mejor posición un segundo lugar en el Grupo D en la temporada 2006/07.

## Palmarés
- Terceira Divisão Serie Açores: 2

1997/98, 2003/04
- Liga de Azores: 1

2023/24
- Primera División de Ponta Delgada: 1

1968/69
- Copa del Distrito de Ponta Delgada: 1

1968/69

## Jugadores

### Jugadores destacados
- Rui Paulo Silva Júnior
- Rodrigo De Lazzari
- Julio Cesar do Nascimento
- Cílio André Souza
- Clément Beaud
- Graciano Brito
- Rui Miguel Rodrigues Pereira Andrade
- João Botelho
- Hélder Godinho
- João Paulo Lopes Caetano
- Miguel Lopes
- Alberto Louzeiro
- Pauleta[2]
- Pedro Pacheco
- Tiago Pires
- Rúben Filipe Costa Rodrigues
- João Alexandre Graça Rodrigues
- Nuno Santos
- Hugo Simões
- Vado